# Rue du Méry
La rue du Méry est une rue du centre de Liège dans le quartier latin reliant la place du Vingt-Août à l'avenue Maurice Destenay et à la rue André Dumont.

## Odonymie
L'origine du nom de la rue n'est pas connue. Peut-être fait-elle référence au village de Méry, situé dans la commune d'Esneux.

## Situation et description
Venant en ligne droite de la place du Vingt-Août, la rue se termine en contournant le bâtiment circulaire de la bibliothèque des Chiroux pour aboutir à un rond-point.  Elle applique un sens unique de circulation automobile des Chiroux vers la place du Vingt-Août.
À l'exception de deux immeubles sis aux nos 20 et 22, la rue est construite d'immeubles modernes érigés à la fin du XXe siècle.

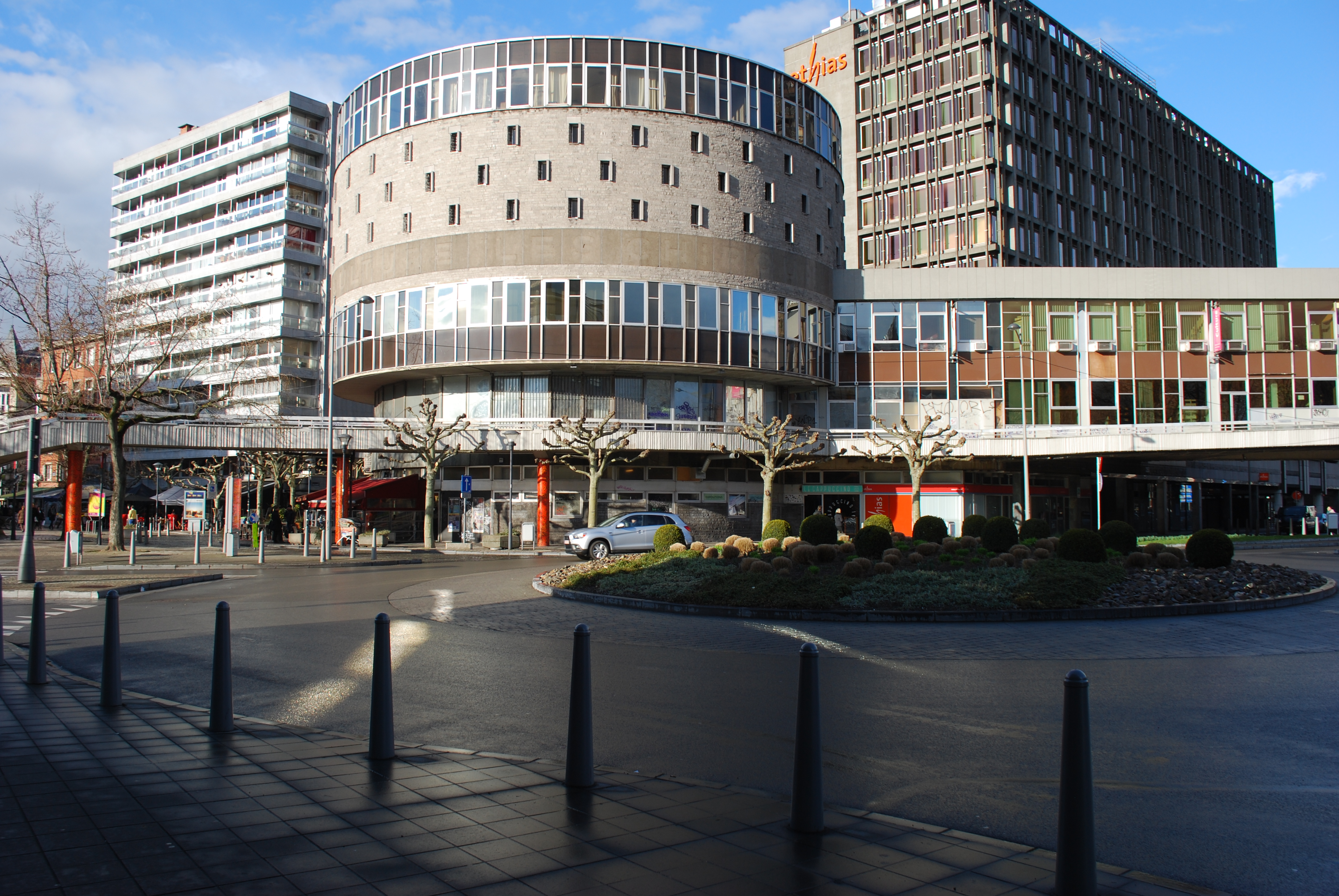
Les Chiroux

## Voies adjacentes
- Place du Vingt-Août
- Place des Carmes
- Avenue Maurice Destenay
- Rue André Dumont
- Rue des Prémontrés